# Miconia dissitinervia
Miconia dissitinervia là một loài thực vật có hoa trong họ Mua. Loài này được Kriebel, Almeda & A. Estrada mô tả khoa học đầu tiên năm 2005.